# آلماچوان
آلماچوان یکی از روستاهای استان آذربایجان شرقی است که در دهستان سراجوی شرقی بخش سراجو شهرستان مراغه واقع شده‌است. این روستا بیشترین و با کیفیت ترین سیب را در منطقه و حومه دارد . نام این روستا از دو بخش تشکیل شده است آلما : سیب ، چوان : باغ  و معنی نام این روستا باغ سیب است . در این روستا   زیارت گاهی در بالای بلند ترین کوه روستا وجود دارد که به زیارتگاه آلماچوان یا اولیای آلماچوان معروف است که اهالی خود روستا با نام اوسد اوجاق آن را یاد میکنند که به معنای زیارتگاه بالاست .این روستا از شمال با روستای بیانلوجه ، از شرق با گلوجه ، از جنوب با کرمجوان و از غرب با روستای قیه بلاغی همسایه است .